# Kitaigorod

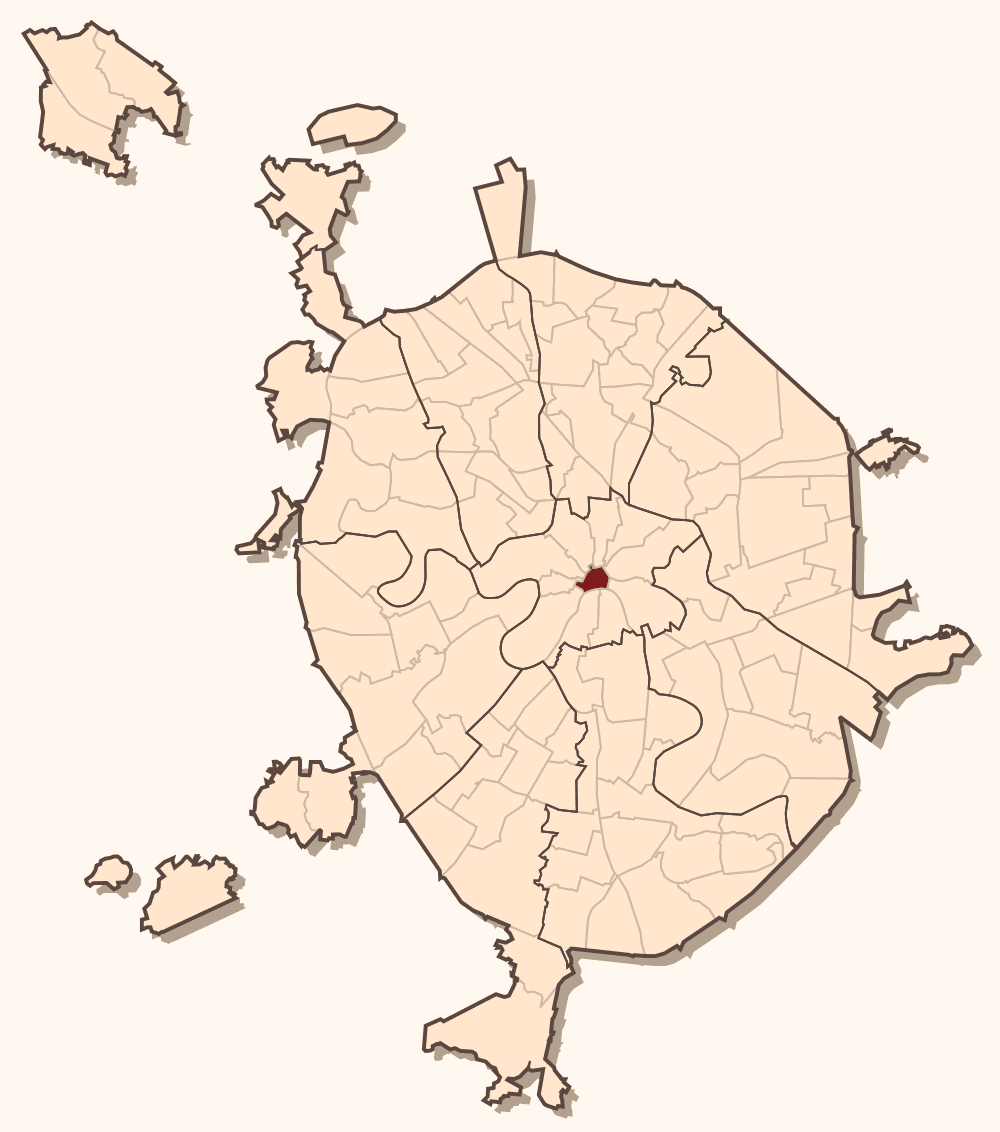
De locatie van Kitaigorod in het centrum van Moskou

Kitaigorod (Russisch: Китай-город) is een historische buurt in het centrum van de Russische hoofdstad Moskou. Het wordt gescheiden van het Kremlin door het Rode Plein.
Het is tevens de naam van een station van de metro van Moskou.